# 托马斯·贝叶斯
托马斯·贝叶斯（英語：Thomas Bayes，约1701年—1761年4月7日），18世纪英国数学家。1742年成为英国皇家学会会员。贝叶斯以其在概率论领域的研究闻名于世，他提出的贝叶斯定理对于现代概率论和数理统计的发展有重要的影响。他还曾在长老会担任牧师。